# Увелвиу
Уфелвиу (валл. Ufelfyw, лат. Ubelvinus, также известный в Книге Лландафа под именами Убелбиу, Убелуиус, Вуелбиу и Вуелуиу; живший в  VI веке) — являлся Епископом Гвента или Эргинга. Упоминается в годы правления Мерхвина, в архиепископство Дубриция.
Являлся учеником Дубриция и был его преемником. В хартиях он фигурирует как современник Дубриция и Пейбио, короля Эргинга, а затем, когда уже сам был епископом при королях Мейриге и Гурводе Старом, сражавшегося с саксами. Гурводу Старый пожаловал епископу Увелвиу земли близ Болгроса. Далее упоминается как епископ при королях Мейриге и Кинфине.